# Avram Grant

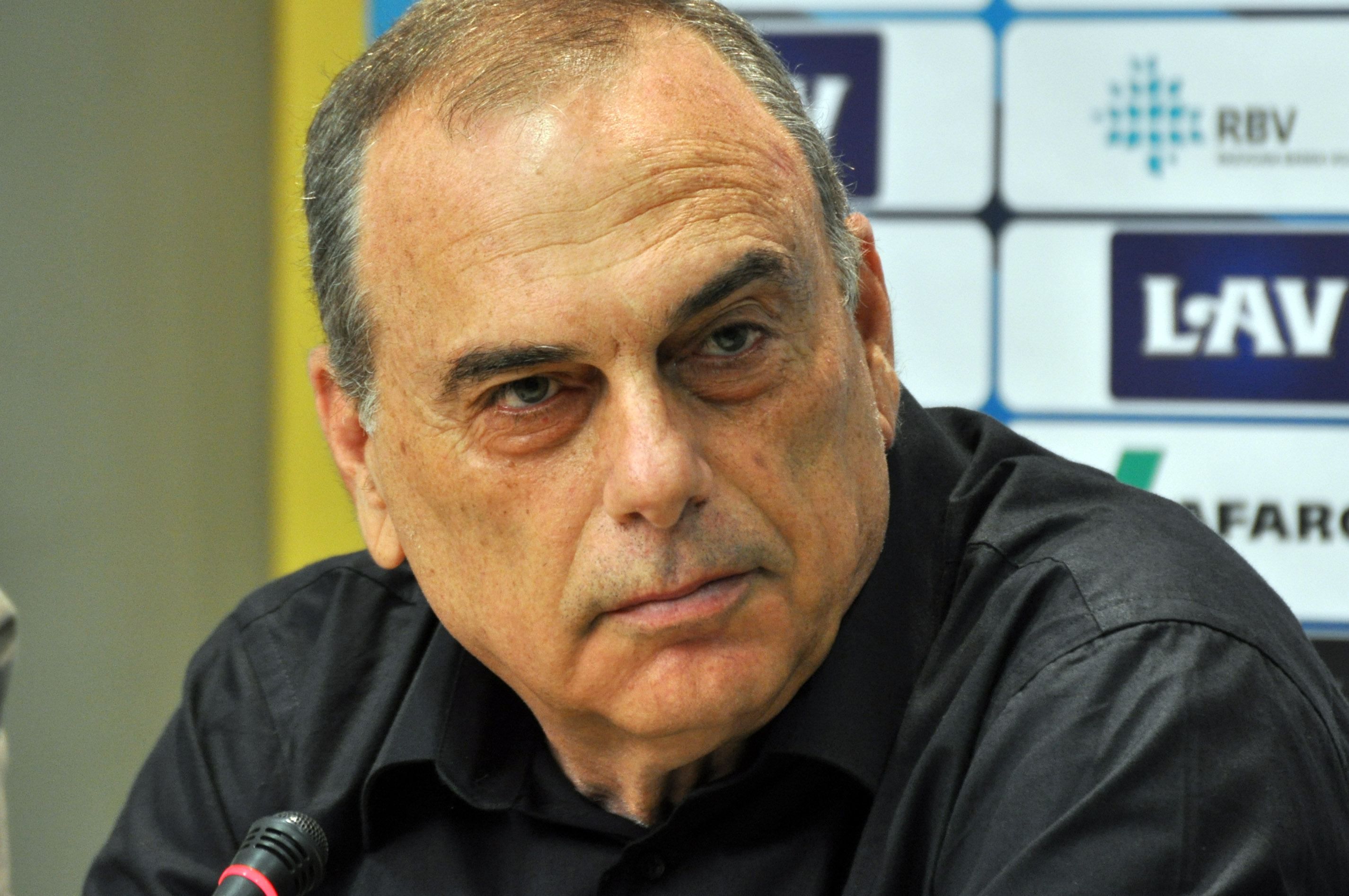
Avram Grant als coach van FK Partizan in 2012

Avram Grant (Petah Tikva, 6 mei 1955) is een Israëlisch voetbaltrainer van half Poolse, half Iraakse komaf.
Grant was in het voetbalseizoen 2007/08 hoofdtrainer ad-interim van Chelsea. Hij verloor daarmee in de finale om de League Cup met 1–2 van Tottenham Hotspur. Na het mislopen van het Engelse landskampioenschap op twee punten en na verlies in de UEFA Champions League-finale tegen Manchester United werd hij door Chelsea ontslagen. Grant werd op 26 november 2009 aangesteld bij Portsmouth als vervanger van de ontslagen Paul Hart. Hij ging er in oktober 2009 opnieuw aan de slag als sportief directeur. Grant tekende in juni 2010 een vierjarig contract bij West Ham United., waar hij op 15 mei 2011 werd ontslagen wegens teleurstellende prestaties. West Ham United eindigde dat seizoen als twintigste en laatste en degradeerde daardoor naar de Football League Championship.

## Trainerscarrière
- 1972–1986 Hapoel Petah Tikva (jeugd)
- 1986–1991 Hapoel Petah Tikva
- 1991–1995 Maccabi Tel Aviv
- 1995–1996 Hapoel Haifa
- 1996–2000 Maccabi Tel Aviv
- 2000–2002 Maccabi Haifa
- 2002–2006 Israëlisch voetbalelftal
- 2007 Chelsea FC (directeur voetbalzaken)
- 2007–2008 Chelsea (interim-trainer)
- 2009 Portsmouth (sportief directeur)
- 2009–Portsmouth
- 2010–2011 West Ham United
- 2012 Partizan Belgrado
- 2014 BEC Tero Sasana (technisch directeur)
- 2014–2017 Ghana (bondscoach)
- 2018 NorthEast United FC